# Stadiochilus
Stadiochilus es un género de plantas con flores de la familia Zingiberaceae con una sola especie, Stadiochilus burmanicus.